# شهرستان هرادتس کرالووه
ناحیهٔ هرادتس کرالووه (به چکی: Hradec Králové District) یک ناحیه در جمهوری چک است که در منطقه هرادتس کرالووه واقع شده‌است. ناحیهٔ هرادتس کرالووه ۸۹۱٫۶۲ کیلومتر مربع مساحت و ۱۶۰٬۱۰۷ نفر جمعیت دارد.